# 斯蒂爾沃特 (明尼蘇達州)
斯蒂爾沃特（Stillwater）是一個位於美國明尼蘇達州華盛頓縣的都市。根據2010年美國人口普查，該地共人口19276人，而該地的面積約為20.67平方千米。同時該地也是華盛頓縣的縣治。

## 地理
斯提沃特的座標為45°03′00″N 92°49′00″W / 45.05000°N 92.81667°W，而該地的平均海拔高度為212米（即696英尺）。